# Кудрявцев, Евгений Фёдорович
Евгений Фёдорович Кудрявцев (партийная кличка «Адмирал») — российский террорист, участник революционного движения в Российской империи в начале XX века, член Боевой организации партии социалистов-революционеров. Застрелил градоначальника Петербурга Владимира фон дер Лауница.

## Биография
Родился в Тамбовской губернии в семье сельского священника. Обучался в семинарии.
В 1905 году фон дер Лауниц, бывший в то время Тамбовским губернатором, жестоко подавил крестьянские выступления в губернии. В воспоминаниях начальника Петербургского охранного отделения Герасимова указывается, что Кудрявцев намеревался убить Лауница еще в 1905 году:
«Он явился к Тамбовскому губернатору одетый сельским священником, с тем, чтобы выразить благодарность за подавление мятежа в его деревне. Ему была предоставлена аудиенция. Но принят он был не губернатором, а другим лицом: фон-дер-Лауниц при неосведомленности о том тамбовского населения, получил назначение Петербургским градоначальником и утром того же дня уехал в Петербург. Кудрявцев поехал следом за ним в Петербург и вступил там в Боевую Организацию партии социалистов-революционеров.» — А.В. Герасимов, «На лезвии с террористами»
В Петербурге Кудрявцев сошелся с членами Боевой организации, в том числе знаменитым Борисом Савинковым, который упоминает Кудрявцева в своих воспоминаниях:
«Светло-русый, коренастый, с широким лицом, он был похож на сотни и тысячи приезжающих в Петербург на заработки крестьян. Он тоже скоро привык к своей роли. Он питал какую-то исключительную ненависть к петербургскому градоначальнику, генералу фон-Лауницу, и не раз возвращался к вопросу об убийстве его.» — Савинков Б. «Воспоминания террориста». М., 1991
Вместе с членами Боевой организации Кудрявцев готовил покушения на Дурново, Столыпина и других. После временного прекращения деятельности БО в связи с уходом Азефа и Савинкова, Кудрявцев вместе с несколькими товарищами из боевой организации перешел в Центральный боевой отряд.

## УбийствоЛауница
Социалисты-революционеры давно определили своей целью убийство фон дер Лауница. В конце 1906 года отряд Бэлы (Эсфирь Лапиной) получил задание подготовить покушение на Лауница, однако эта группа террористов не продвинулась далеко в этом деле и распалась. Затем задача была передана Центральному боевому отряду, руководителем которого был Лев Зильберберг.
Кудрявцев особенно настаивал на том, что Лауниц должен быть убит (он не был тогда основной целью террористов) и на том, чтобы быть исполнителем убийства. Валентина Попова указывает, что у Кудрявцева были и личные причины:
«Последний [«Адмирал»] особенно горячо оспаривал свою кандидатуру в деле Лауница. Он был родом из Тамбовской губернии, сын сельского священника. Жестокое усмирение Лауницем и Луженовским крестьянских беспорядков в 1905 г. происходило в Тамбовской губернии на его глазах. Луженовского убила М. А. Спиридонова, с которой был близок «Адмирал» по работе; на очереди оставался Лауниц, и «Адмирал» заявил, что он его никому не уступит.» — В. Попова, «Динамитные мастерские 1906—1907 гг. и провокатор Азеф»
Накануне покушения Валентина Попова передала Кудрявцеву браунинг. 21 декабря 1906 (3 января 1907) года Кудрявцев несколькими выстрелами убил Лауница во время освящения новой клиники Петербургского медицинского института. Покушение было осуществлено при большом скоплении народа, когда Лауниц шел по лестнице.
Сразу после убийства Кудрявцев покончил с собой, выстрелив себе в висок. Одновременно с этим в него выстрелили полицейские, и один из офицеров рассек ему саблей голову.
После убийства Лауница Кудрявцева опознать не смогли, и голову, заспиртованную в банке, выставили на всеобщее обозрение.